# ゾーンプレス
ゾーンプレスとは、球技におけるディフェンス（守備）の戦術の一つで、ゾーンディフェンスおよびプレスディフェンスのうちの一つである。ゾーンの考えを基本としつつ、積極的にプレッシャーをかけチェックに行く戦術。そのため、ゾーンディフェンスやプレスディフェンスと比べ体力が必要で、ディフェンスが抜かれた場合のカバーができないと簡単に得点されてしまうデメリットがある。

## バスケットボールのゾーンプレス
バスケットボールにおいては、ゾーンディフェンスを相手チームがエンドラインからスローインする前から仕掛け、相手のミスを誘いボールを奪うための守備戦術を指す。
（1-2-2）,（1-1-2-1）,（2-2-1）等のシステムが存在するが、どのシステムも8秒ルールとバックパスルールを駆使した時間とスペースの限定により、無理な（且つ予測の容易な）パスを誘発し、パスカットを狙うことが目的である。チーム全員の高度に統一されたシステム理解と、相互コミュニケーション能力、広範囲をディフェンスするためのスタミナ力を必要とする難易度の高い戦術である。利点としては、相手チームをフロントエンドへ進めさせずに短時間で点差をつけることが可能であり、時に勝敗を決定づける威力を持つ。一方、フロア全体に5人が散らばるため、うまくパスをつながれた場合にはディフェンスが数的劣勢となり、速攻を受け易い。また、ボールマンに対して激しいディフェンスを行うため、ディフェンスファウルを取られる可能性が高くなる。
なお、相手がバックコートからフロントコートに侵入する前に、ゾーンを埋める必要がある。

## サッカーにおけるゾーンプレス
守備側の選手がマークするべき攻撃側の選手に対して、味方同士でマークの受け渡しを行う「ゾーンディフェンス」、相手のボール保持者に対して複数人で積極的にプレッシャーをかけていき囲い込んでボールを奪取する「プレスディフェンス」、守備ラインを高く押し上げることで相手の攻撃を限定、阻止、抑止する「オフサイドトラップ」を組み合わせた戦術。
「ゾーンプレス」という用語自体は、「ゾーンディフェンス」と「プレスディフェンス」を掛け合わせた造語であり、日本国内でのみ通用する用語である。国外では「プレッシング」や「ボール狩り」と呼ばれる。
相手のボール保持者に対して、「ゾーンディフェンス」「プレスディフェンス」「オフサイドトラップ」の3点を有機的に結びつけることで守備側は数的優位を保ち、攻撃側に対しボールコントロールのミスやパスミスを誘発させることで、ボールを奪取することを目的とする。また、守備側の選手が相手ゴールにより近い地点でボールを奪取することが出来れば、その地点から即座に攻撃に転じること（ショートカウンター）が可能となるなど、積極的守備と攻撃の連続性を高めた戦術でもある。
一方、前掛りとなる積極的守備は自陣内に多くのスペースを生み出すことを意味する。この戦術を用いるには多くの運動量が要求されるが、試合中の運動量の低下などによりプレスの効果が弱まると、高く押し上げた守備ラインの裏にあるスペースを相手選手に突かれ、カウンターアタックを受けることに繋がる。そのため、運動量の配分や、個々の選手間の連携、守備意識の共有といった要素が必要となる。
こうした積極的な守備戦術はオランダのアヤックスを率いたリヌス・ミケルスによって1960年代後半に生み出されたもので、ミケルス自身は「プレッシング・フットボール」と呼んでいた。ミケルスの提唱した戦術は1980年代にイタリアのACミランを率いたアリゴ・サッキに引き継がれて体系化された。この戦術はサッキの後を継いでACミランを率いたファビオ・カペッロに受け継がれただけでなく、その後の世界のサッカー界に影響を与えることになった。日本では1990年代に横浜フリューゲルスやサッカー日本代表を率いた加茂周が「ゾーンプレス」と呼ばれる戦術を採用したことから、広く知られるようになった。